# Циквлианткари
Циквлианткари (груз. წიკვლიანთკარი) — село в Грузии, на территории Тианетского муниципалитета края (мхаре) Мцхета-Мтианети.

## География
Село находится в центральной части Грузии, на левом берегу реки Кусно (правый приток Иори), на расстоянии приблизительно 4 километров (по прямой) к северо-западу от посёлка городского типа Тианети, административного центра муниципалитета. Абсолютная высота — 1222 метра над уровнем моря.

## Население
По результатам официальной переписи населения 2014 года в Циквлианткари проживал 27 человек (15 мужчин и 12 женщин). В национальной структуре населения грузины составляли 100 %.
| Год  | Население, человек |
| ---- | ------------------ |
| 2002 | 35                 |
| 2014 | ↘ 27               |